# Crossover (automobile)
Il termine crossover, in campo automobilistico, identifica un particolare tipo di autovettura la cui carrozzeria racchiude caratteristiche mutuate da due o più tipi di altre carrozzerie.
Non va però confuso con un altro termine: Crossover SUV, che identifica invece un tipo di vettura ben preciso (spesso con carrozzeria station wagon che presenta caratteristiche, perlopiù estetiche, di uno Sport Utility Vehicle).

## Origini del termine

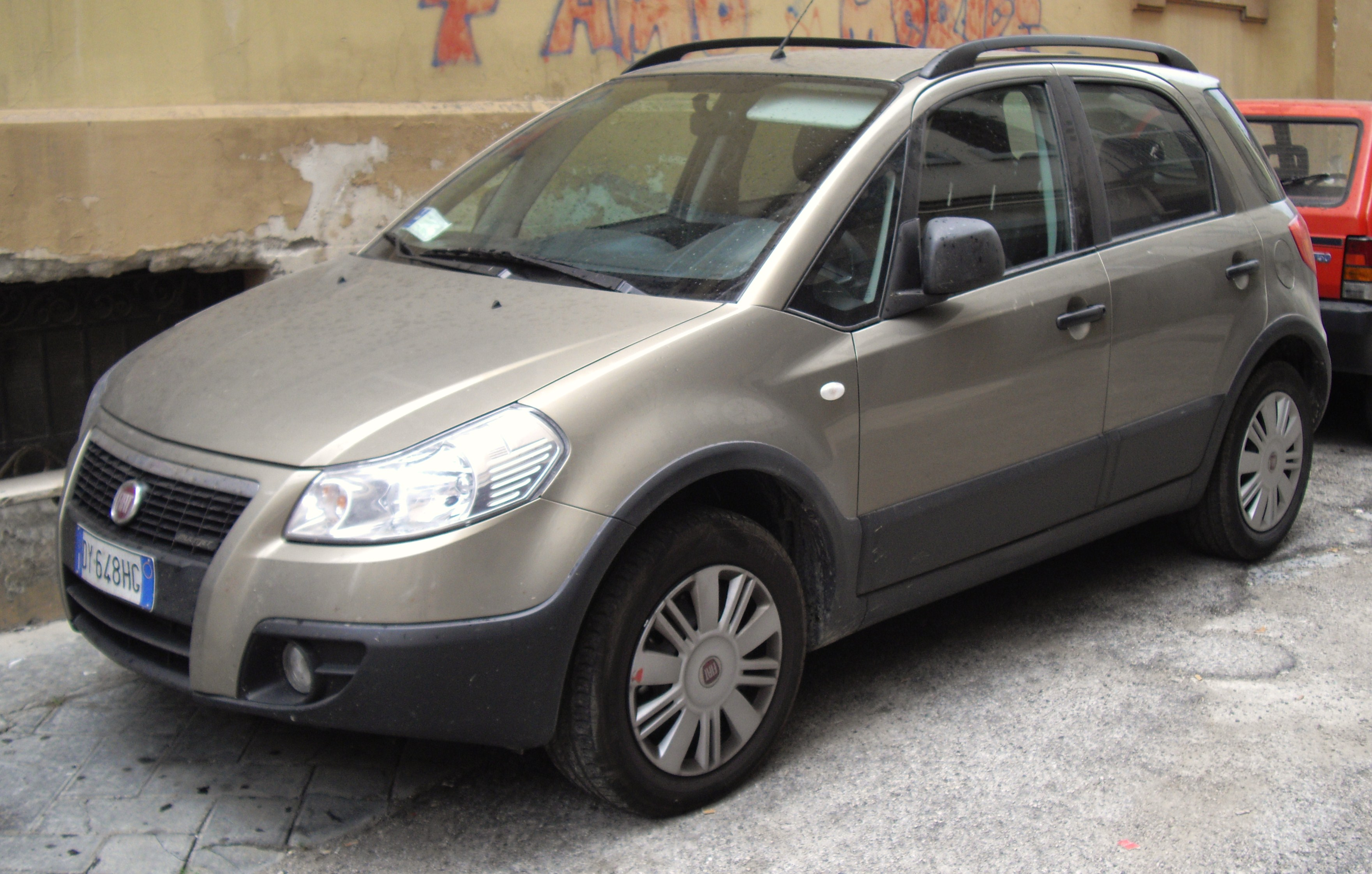
Una Fiat Sedici, vettura crossover che unisce caratteristiche da utilitaria con quelle di uno Sport Utility Vehicle; essa è un esempio di Crossover SUV.

Il termine crossover deriva dalla struttura anglofona cross over, che significa accavallare. Una delle prime case automobilistiche che applicarono questo termine a una propria automobile fu la Lexus per definire la natura non ben definita della propria Lexus RX mettendo quindi in evidenza che si trattava di una vettura a cavallo fra due tipologie di vettura tradizionale e quindi difficilmente inseribile in un segmento ben preciso.

## Descrizione

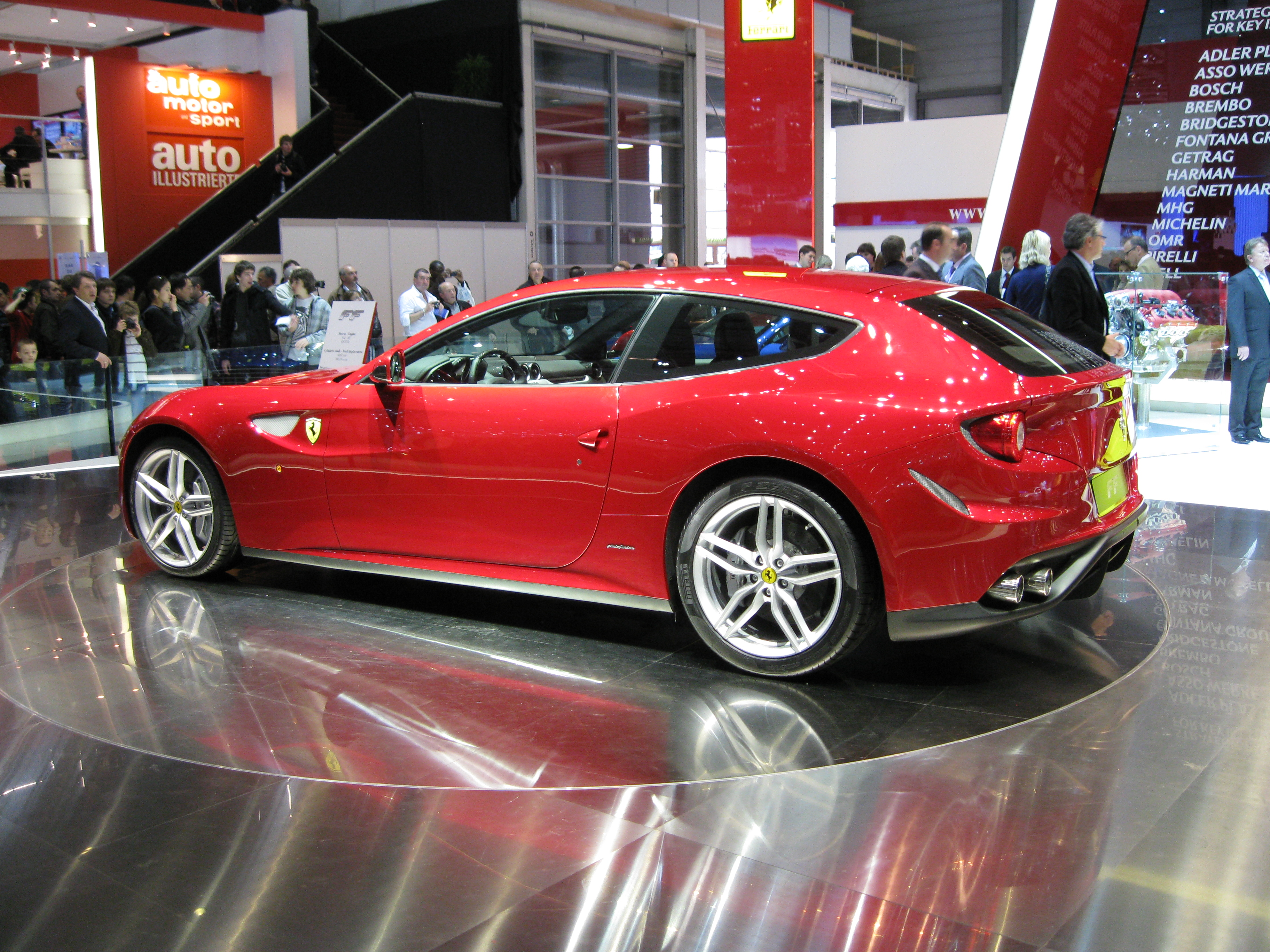
Una Ferrari FF, vettura con carrozzeria crossover, con linee da coupé ma la cui coda mantiene un'ampia volumetria ed è dotata di portellone; essa è un esempio di Shooting-brake.

Le autovetture con carrozzeria crossover hanno cominciato a diffondersi nei primi anni 2000 quando è cresciuta la domanda di vetture particolari che unissero i pregi e soprattutto la praticità di vari generi di carrozzerie "classiche". Il termine crossover non identifica una specifica carrozzeria, ma sta solo a identificare che la carrozzeria stessa è ibrida, cioè che racchiude più caratteristiche di forma o di volumetria che generalmente appartengono ad altre carrozzerie ben specifiche (due o più).
L'avvento delle autovetture di tipo crossover ha reso molto meno marcati i confini tra una tipologia di autovettura e un'altra, portando spesso a non sapere esattamente come classificare alcuni particolari modelli. Molto spesso si parla di crossover intendendo in realtà la sottocategoria dei crossover SUV, che è in pratica una vettura station wagon o berlina 2 volumi con caratteristiche estetiche di una SUV.

### Esempi di carrozzerie crossover
Nel grande insieme delle carrozzerie ibride si sono ricavate delle terminologie che identificano auto con una ben distinta tipologia di carrozzeria, tra queste vi sono quindi le Crossover SUV, le Shooting-brake e le Fastback, le MPV, le Multispazio e le Coupé a 4 porte.

## Storia

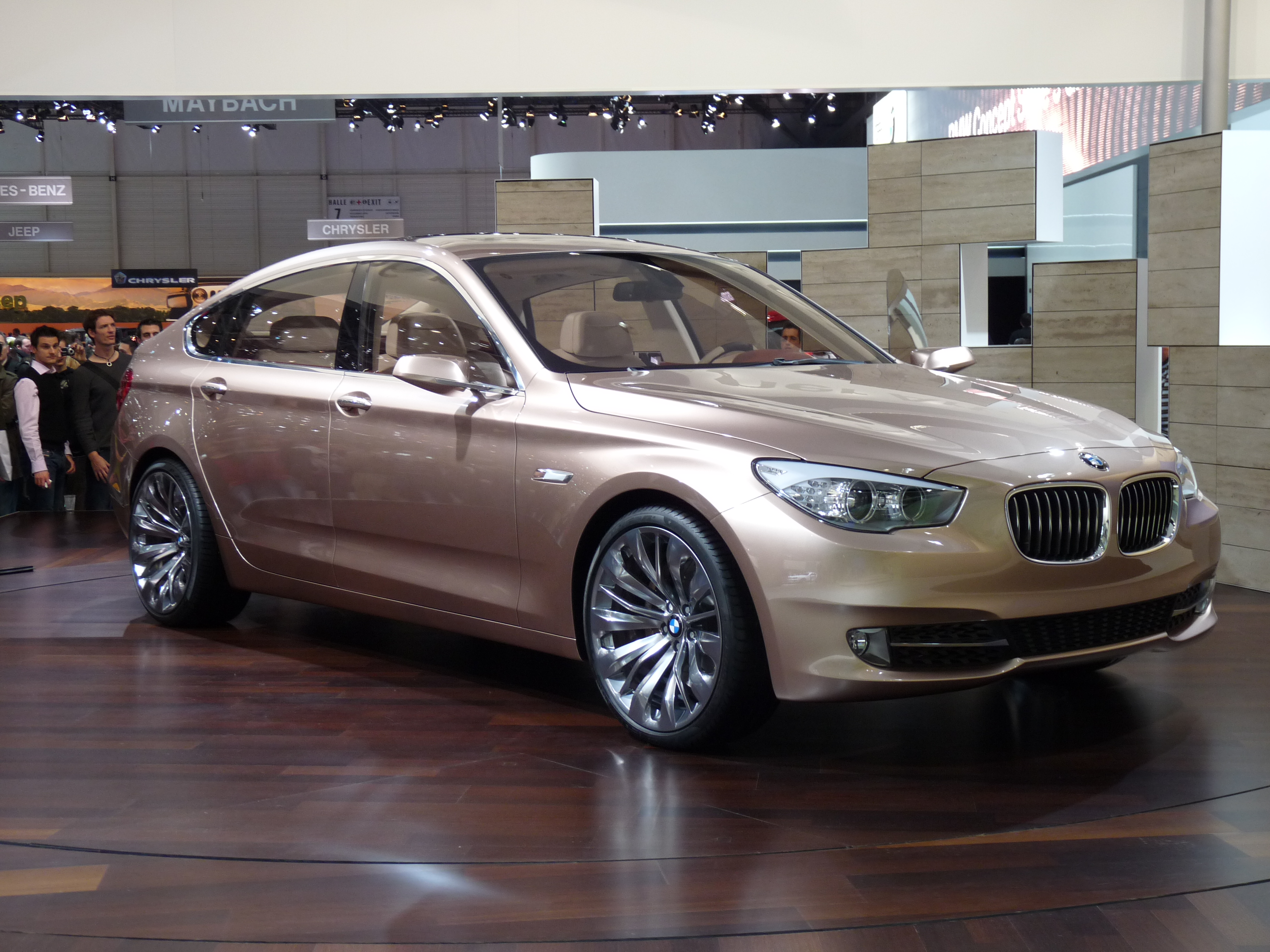
BMW Serie 5 GT Concept del 2009, tipica crossover degli anni 10 del XXI secolo che unisce caratteristiche di una berlina con quelle di una gran turismo.

Le vetture con carrozzeria crossover sono quindi molte, e molto diverse fra loro; ci sono vetture però che hanno letteralmente aperto nuovi segmenti di mercato, fra queste, per esempio, si ricorda la Fiat Croma degli anni 2000, esempio lampante degli ormai fragilissimi confini tra una categoria e un'altra: vettura che incrocia caratteristiche di una station wagon a quelle di una MPV. Ancor prima di essa però la Fiat inventa un vero e proprio nuovo concetto di mezzo di trasporto: il Multispazio: nel 2000 infatti nasce il Fiat Doblò, una vettura che si presenta a metà fra un monovolume e un furgone, con caratteristiche di un MPV, ottenendo un grande successo. Nel 2006 nascono due vetture con lo stesso spirito, la Fiat Sedici e la Nissan Qashqai, entrambe utilitarie con sembianze estetiche da SUV (e quindi Crossover SUV), la seconda in particolare, di dimensioni maggiori, apre al segmento a cui appartiene il mercato europeo, che l'accoglie con grande calorosità. Sempre nello stesso anno nasce la Dodge Caliber, che segue la stessa filosofia della Qashqai e della Sedici. La Casa automobilistica statunitense la propone infatti, come alternativa alle altre berline a due volumi del segmento C.

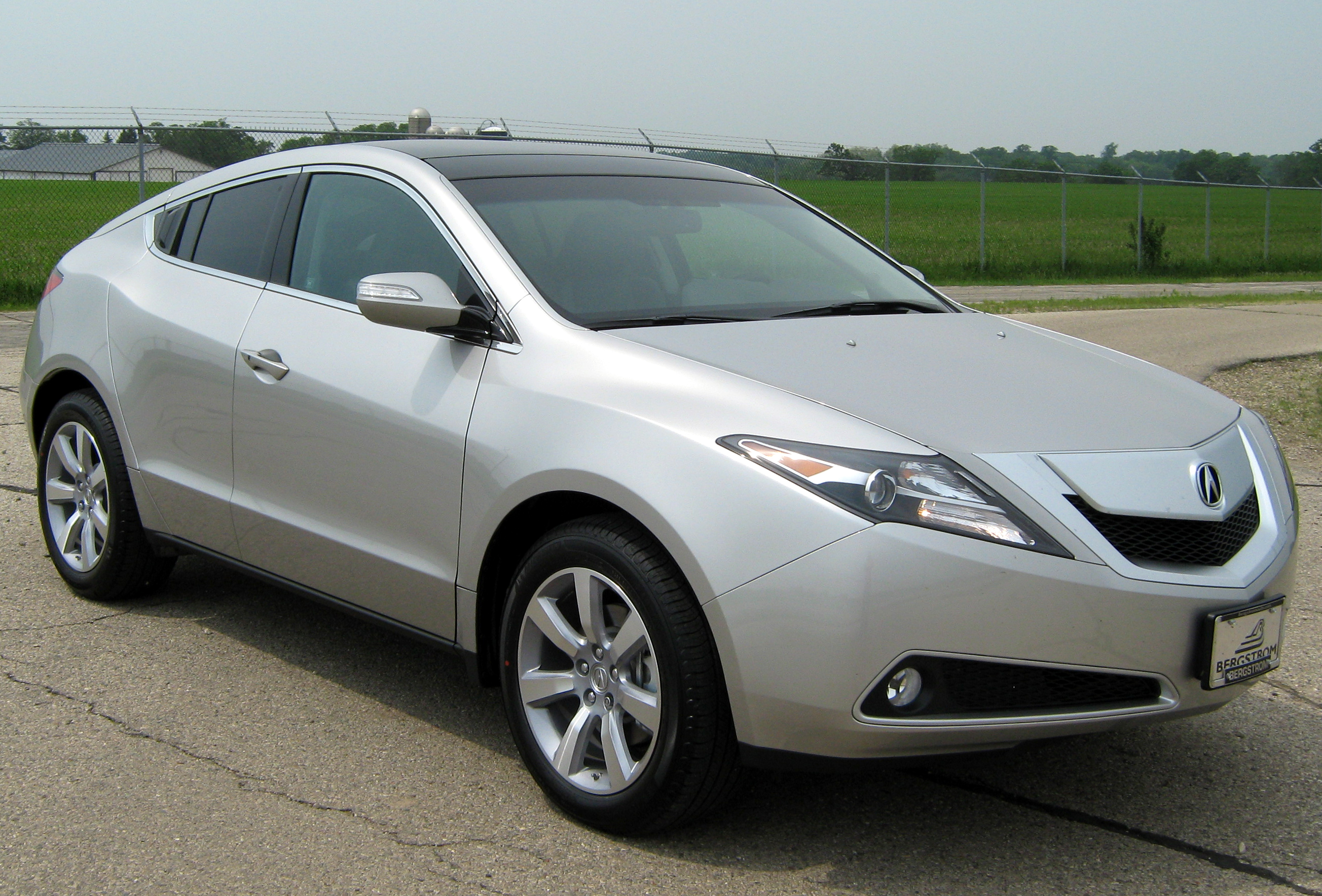
Una Acura ZDX del 2011, vettura con carrozzeria ibrida fra un coupé con però 4 porte e un SUV; il risultato è una Crossover SUV dall'impronta sportiva.

Prima di queste tre, nel 1996 nacque la Honda CRV, che può essere definita (pur non griffandosi mai di tale denominazione) la prima vera crossover SUV presente nel mercato europeo. Qualche anno prima esce un'altra pietra miliare che cambierà drasticamente la domanda da parte del pubblico di berline di grandi dimensioni: la Mercedes-Benz Classe CLS. Questa vettura apre di fatto un nuovo segmento di mercato, quello delle Coupé a 4 porte. Nel 2009 la BMW ha introdotto la Serie 5 GT, che unisce la praticità di una grande berlina, alle forme di una gran turismo, con in più caratteristiche da station wagon come il portellone posteriore. Nei primi mesi del 2011 le esigenze di mercato portarono anche la Ferrari a proporre un'originale carrozzeria per una delle sue vetture con motore V12, per l'erede della 612 Scaglietti infatti si è scelto di abbandonare le classiche linee da coupé e proporre una vettura che racchiudesse praticità alle prestazioni, proponendo di fatto una Shooting-brake: la Ferrari FF.